# Clinogonalia notabilis
Clinogonalia notabilis är en insektsart som beskrevs av Young 1986. Clinogonalia notabilis ingår i släktet Clinogonalia och familjen dvärgstritar. Inga underarter finns listade i Catalogue of Life.